# Stephos rustadi
Stephos rustadi är en kräftdjursart som beskrevs av Stromgren 1969. Stephos rustadi ingår i släktet Stephos och familjen Stephidae. Arten har ej påträffats i Sverige. Inga underarter finns listade i Catalogue of Life.